# Дивеч
Дивеч е всяко животно, което се ловува за спорт или за месото му. В по-общ смисъл, дивеч може да се отнася за всяко животно в дивата природа. Видът и обхватът на животните, които се ловуват за храна, са различни по света. Много от видовете дивеч се считат за деликатес.
В някои държави, в това число и в България, дивечът се класифицира, включително изискванията за официални разрешителни за лов, като едър дивеч и дребен дивеч. Разрешителното за малък дивеч може да покрива всички уловени дребни животни и да се ограничава от дневни или годишни лимити. От друга страна, разрешителното за голям дивеч може да се издава поотделно за всеки индивид. Съществува и вреден дивеч, който е разрешен за лов по всяко време и с всякакви средства.
Обикновено дивечът се отстрелва с огнестрелно оръжие или лък. Ловците трябва да са абсолютно сигурни в целта си, преди да стрелят, и трябва да полагат всички усилия, за да свалят животното възможно най-бързо и безболезнено. Методът на обработване на месото зависи от вида и размера на дивеча. Дребният дивеч може просто да се занесе вкъщи, където да се заколи. На едрия дивеч се премахват вътрешностите в полеви условия.
По принцип дивечът се готви по същия начин като домашното месо. Тъй като някое дивечово месо е по-крехко от закупеното в магазина говеждо месо, прегарянето му е често срещана злополука, която може да се избегне с подходяща подготовка.